# Boiu Mare, Maramureș
Boiu Mare este satul de reședință al comunei cu același nume din județul Maramureș, Transilvania, România.

## Istoric
Prima atestare documentară: 1405 (Boon). 

## Etimologie
Etimologia numelui localității: din n.fam. rom. Bun (< n.fam. Bunea < adj. bun < lat. bonus), devenit în magh. Buny, Bony > rom. Boi; cu determinantul Mare. 

## Obiective turistice
- Rezervația naturală “Peștera Boiu Mare” (0,5 ha).
- Balta ,,Boiu Mare".
- Rezervația naturală ,,Cheile Lăpușului".